# کوه ساورز
کوه ساورز
با میانگین ارتفاع ۳ هزار متر، طول بیش از ۳۰ کیلومتر و وسعتی معادل ۳۵۰ هزار هکتار یکی از کوه‌های سلسله جبال زاگرس جنوبی است که در استان کهگیلویه و بویراحمد قرار دارد.
کوه ساورز بین دو شهرستان چرام و بویراحمد واقع شده‌است اما به جهت قرار گرفتن قسمت اعظم این کوه در شهرستان چرام جزو سرحدات این شهرستان محسوب می‌شود. ساورز مانند اکثر کوه‌های زاگرس دارای کشیدگی شمال به جنوب است و از ضلع شرقی به مناطق دیلگان، دلی خلیفه‌ای، دلی‌می، سادات امام‌زاده علی، رودخانه سادات، کوه دمه و دشت‌راق و از ضلع غربی به مور رودک، طسوج، کوه پهن و دامور، از شمال به تنگ سرداب، جوی‌خانه و کوه نیر و از جنوب به سفیدار و باغچه جلیل منتهی می‌شود.

## تنوع گیاهی
کوه ساورز به جهت قرار گرفتن در اقلیم سردسیری و خاک غنی که در دامنه‌های آن وجود دارد سرشار از گونه‌های گیاهی متنوع است و چهار گونهٔ گیاهی منحصر به فرد در این کوه وجود دارد.
گیاهانی همچون چوک، لیزک، تره کوهی، موسیر، لاله واژگون، چویل، جاشیر، کارده، بیلهر، کنگر، گون، زول، گینه، کارده، خرکول، خاری، ریواس، پونه کوهی، بومادران، آویشن، حلپه، درمه، ارزن، برنجاس و درختانی چون گز، شهن، زالزالک، بنه، تاگ و بادام کوهی جزو گونه‌های موجود در این کوه هستند.